# Rudniki (Rosja)
Rudniki (ros. Рудники) – wieś (dieriewnia) w Rosji, w Baszkortostanie, w rejonie biżbulackim. W 2010 liczyła 3 mieszkańców, wyłącznie Ukraińców.